# Marianne Herzog (Erziehungswissenschaftlerin)

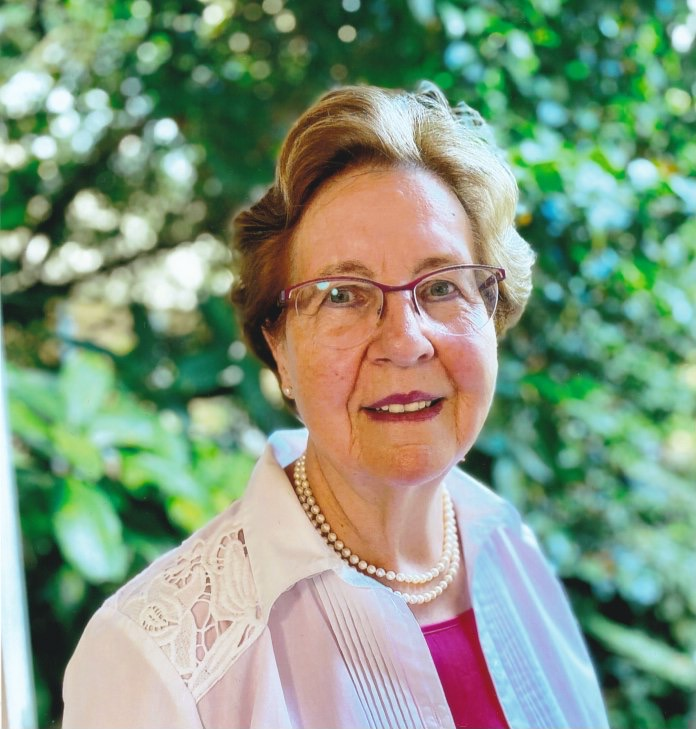
Marianne Herzog 2022

Marianne Herzog (* 15. Mai 1941 in Herne) ist eine deutsche Erziehungswissenschaftlerin, Diplompädagogin und Studiendirektorin im Hochschuldienst im Ruhestand. Ihre Arbeitsschwerpunkte sind Textilpädagogik und Textildidaktik, empirische Unterrichtsforschung in der Primarstufe.

## Leben und Ausbildung
Marianne Herzog wurde 1941 geboren. 1978 wurde sie wissenschaftliche Assistentin und promovierte 1981 zum Doktor der Erziehungswissenschaft (Dr. paed.) in Psychologie, Schulpädagogik und Allgemeine Didaktik, Didaktik der Textilgestaltung, an der Technischen Universität Dortmund zum Thema Prozesse der Enkulturation und Personalisation durch Textilgestaltung im Bereich der Schule – anthropologisch-psychologische Grundlagen und fachdidaktische Konsequenzen. Nach ihrer Hochschulassistentenzeit und der Verbeamtung 1988 war sie am Institut für Textilgestaltung und ihre Didaktik/Kulturgeschichte der Textilien an der Technischen Universität Dortmund (TU Dortmund) bis zu ihrer Versetzung in den Ruhestand 2000 als Studiendirektorin im Hochschuldienst tätig. Sie lebt heute in der Seniorenresidenz Augustinum in Essen.

## Lehre und Forschung mit Arbeitsschwerpunkten
Die Summe der fachpädagogischen und fachdidaktischen Lehre und Forschung führten zu einem eigenen mehrperspektivisch und ästhetisch-kulturellen Theorieansatz, der national wie international anerkannt wurde. Als Grundlage dienten Empirische Unterrichtsforschung (Delphi-Studien)(1) und Biografisches Lernen. Die Evaluierung dieser Theorie erfolgte mit Studierenden in schulpraktischen Studien. Einen weiteren Schwerpunkt bildete die Geschichte des Textilunterrichts. Dazu errichtete Herzog ein didaktisches Archiv am Institut für Textilgestaltung/Kulturgeschichte der Textilien an der TU Dortmund mit einer Datenbank nationaler und internationaler Richtlinien und Lehrpläne, Fachzeitschriften und Bücher sowie einer Sammlung textiler Dokumente zur Didaktik und Methodik des historischen Textilunterrichts.
Höhepunkt internationaler Zusammenarbeit war der erste europäische Fachkongress in Kehl und Straßburg, den sie 1990 als Bundesvorsitzende des Fachverbandes ..textil...e.V. Wissenschaft-Forschung-Bildung, in Zusammenarbeit mit Wolfgang Royl, Universität der Bundeswehr München, zum Thema „Textilunterricht in Europa“ organisierte und der mit Lehrenden aus Schulen und Hochschulen zwölf europäischer Länder durchgeführt wurde. Eine besondere Würdigung der Zielsetzung dieses Kongresses war die von der Generalsekretärin des Europarates, Catherine Lalumière, und vom Bundesminister Jürgen Möllemann, Ministerium für Bildung und Wissenschaft, übernommene Schirmherrschaft. Unmittelbar nach der Wende organisierte sie 1993 in Zusammenarbeit mit Jutta Lademann, Zirkel für künstlerische Textilgestaltung Potsdam, auch den ersten gesamtdeutschen Fachkongress in Potsdam zum Thema „Textilunterricht in Deutschland“.

## Veröffentlichungen (Auswahl)
Bücher:
- dortmunder reihe – Didaktische Materialien für den Textilunterricht, Schalksmühle 1982–1985 (Hrsg. mit Lydia Immenroth)[7]
- Sammelwerk: Lernhilfen für den Textilunterricht. Seelze 1989–2000 (Hrsg. unter Mitarbeit von M. Günzel) ISBN 978-3-7800-5060-1[8][9]
- Textilunterricht in Deutschland. Textile Traditionen in Potsdam. Perspektiven für Textilunterricht in allen Bundesländern. Baltmannsweiler 1994 (Hrsg. im Auftrag des Fachverbandes …textil...e.V., Wissenschaft-Forschung-Bildung). Gefördert vom Bundesministerium für Forschung und Wissenschaft, Bonn ISBN 3-87116-564-6[10]
- Spitzen und Mode. Beiträge zur Eröffnung und Begleitung der Ausstellung „Spitze Luxus zwischen Tradition und Avantgarde“ im Museum für Kunst und Kulturgeschichte der Stadt Dortmund. Baltmannsweiler 1996 (Hrsg.) ISBN 3-87116-568-9[11]
- Textilgeschichten. Anregungen und Materialien für den Textilunterricht in der Grundschule.  Seelze 2000 (Hrsg.) ISBN 3-7800-2025-4[12]
- Essay Textiles Gestalten. Raum für Sinnes- und Sinnerfahrung. Salach 2000, erstellt im Auftrag: VEREIN DEUTSCHER HANDARBEITS-HERSTELLER[13]
- Mehrperspektivischer Textilunterricht. Ideen, Anregungen und Materialien für die Grundschule. Seelze 2003 (Herausgeberin) ISBN 3-7800-2054-8[14]
- Textilunterricht in europäischer Dimension, Kulturelle Bildung in Europa der Regionen. Baltmannsweiler 1992. ISBN 3-87116-555-7 (mit Wolfgang Royl)[15]

Fachzeitschrift
- Kreativität: Anderes Denken und neues Verhalten, in: Textilarbeit + Textilunterricht, 2/1992, 121-13[16]
- Delphi Studien, vierte Korrespondenzrunde der Delphi-Studie. ‚Kleidung und Persönlichkeit‘, in: Textilarbeit + Unterricht, 4/1994, 250–253 (Co-Autorin)[17]
- Empirische Unterrichtsforschung in der Textildidaktik. Biografisches Arbeiten im Textilunterricht der Grundschule – Ein textiles Erinnerungsband, in: Textilarbeit und Unterricht, 1/1999, 49 – 58 (mit Studierenden)[18]
- Ein chinesisches Textil unter didaktischer Perspektive, in Textil+Unterricht, 1999[19]
- Textilpädagogische Konsequenzen des Ästhetikpostulats, mit Royl Wolfgang, in Textilarbeit+Unterricht, 1994[20]

Redaktionelle Betreuung:
1985 – 1999: Fachzeitschrift Textilarbeit und Unterricht. Schneider Verlag, Hohengehren, Baltmannsweiler